# بروخکوبل
شهر بروخکوبل در ایالت هسن در کشور آلمان واقع شده است.